# Hayrünnisa Gül
Hayrünnisa Gül (prononcer [ˌhajɾyˈnisa ˈɟyl] ; de son nom de naissance Özyurt, née le 18 août 1965 à Istanbul) a été la 11e Première dame de Turquie, en tant qu'épouse d'Abdullah Gül.

## Première dame de Turquie
Le 7 octobre 2010, elle est devenue la première des Premières dames à parler devant l'Assemblée parlementaire du Conseil de l'Europe de certains problèmes auxquels sont confrontés des enfants et des femmes.
Elle s'est également prononcée publiquement contre l'obligation du foulard dans les pays islamiques pour les jeunes femmes qui ne peuvent pas décider par elles-mêmes.
Au bout de sept ans, le 28 août 2014, elle a quitté son poste de Première dame lorsque Recep Tayyip Erdoğan est devenu président. Par la suite, elle a répondu publiquement aux critiques adressées à son mari, en disant qu'elle allait commencer une « véritable intifada ». 